# 澳洲白鹮
澳洲白䴉（學名：Threskiornis moluccus）為䴉科白䴉屬的鳥類，外表和體型皆與同屬的埃及聖䴉非常相近，主要分布於摩鹿加群島東部、新幾內亞、索羅門群島拉納爾和貝羅那省、澳洲，近代在塔斯馬尼亞與紐西蘭部分地區亦有愈來愈多的出沒紀錄。
和其他白䴉一樣，澳洲白䴉偏好棲息於水邊，包含潟湖、濕地、沼澤、河岸灘地等等。而澳洲的族群亦常見於人類活動密集的地區，從牧場、公園草坪、鋪設草皮的球場到公共垃圾箱都能遇見，也因為在大城市中常見牠們用細長的喙在垃圾筒中覓食，而在當地有「垃圾雞」（bin chicken, trash turkey）的俗稱。

## 行為特徵
成年的澳洲白䴉頭部及雙腳為烏黑色，翅膀末端有一條黑色的斑紋。

## 註解
1. ↑  原種小名molucca指模式產地摩鹿加群島，在此作為屬名Threskiornis的名詞同位語，其形容詞為moluccana（陰性）或moluccanus（陽性）。當種小名是屬名的同位語時，就不需考慮屬名的性，但若種小名是形容詞，便得和屬名同性，以澳洲白䴉而言，即要顧及屬名Threskiornis為陽性，故後來moluccus一名的使用可能是誤將molucca視為形容詞而轉換而來，或是moluccanus的誤拼。雖然現今此名稱更常被採用，但就語法上，原本的molucca才是正確的種小名[4][5]。